# Muse (album de Miliyah Katō)
Pour les articles homonymes, voir Muse.
Albums de Miliyah Katō
Loveland
(2014)
Compilations par Miliyah Katō
M Best
(2011) Kato Miliyah M-Mix ~Mastermix Vol.1
(2015)
Muse est la 3ecompilation de Miliyah Katō, sorti sous le label Mastersix Foundation le 29 octobre 2014 au Japon. Il atteint la 9e place du classement de l'Oricon. Il se vend à 18 286 exemplaires la première semaine et reste classé 11 semaines pour un total de 30 836 exemplaires vendus. Il sort en format 2CD et 2CD+DVD pour fêter ses dix ans de carrière.

## Liste des titres
| 1.  | M.U.S.E.                                        |  |
| 2.  | You... feat. Nakasone Izumi (HY)                |  |
| 3.  | Automatic (reprise de Utada Hikaru)             |  |
| 4.  | Drive feat. JASMINE                             |  |
| 5.  | I’ll be there with you feat. AI & Thelma Aoyama |  |
| 6.  | Fighter (Mika Nakashima x Miliyah Katō)         |  |
| 7.  | Gift (Mika Nakashima x Miliyah Katō)            |  |
| 8.  | If I Ain’t Got You (reprise de Alicia Keys)     |  |
| 9.  | Blue Flame feat. Sugar Soul                     |  |
| 10. | Style (reprise de TLC "Creep")                  |  |

| 1.  | Lonely Hearts (T.O.M. Remix)                                |  |
| 2.  | Sayonara Baby (Nao Tanaka Remix) (SAYONARAベイベー)         |  |
| 3.  | Rainbow (T.O.M. Remix)                                      |  |
| 4.  | Aitai (Loneliness Remix)                                    |  |
| 5.  | Lalala (T.O.M. Remix) feat. Wakadanna (Shonannokaze)        |  |
| 6.  | Heart Beat (Dexpistols Remix)                               |  |
| 7.  | Yuusha-tachi (T.O.M. Remix) (勇者たち)                      |  |
| 8.  | 19 Memories (Remix)                                         |  |
| 9.  | Love/Affection (Daishi Dance Remix)                         |  |
| 10. | Never let go (Shingo.S RMX)                                 |  |
| 11. | Jounetsu (take 2 Remix) (ジョウネツ)                        |  |
| 12. | Sotsugyou (DJ Mitsu the Beats School Gate Mix) (ソツギョウ) |  |
| 13. | Beautiful (BR Remix)                                        |  |
| 14. | Love Forever (Daishi Dance Remix)                           |  |

| 1. | 10th Anniversary Document "The Story of "MILIYAH 10th Anniversary PREMIUM PARTY"" |  |
| 2. | You... (Clip Vidéo)                                                               |  |